# موزه خاندان اشتراوس
موزه خاندان اشتراوس (به آلمانی: Museum der Johann Strauss Dynastie) در مارس ۲۰۱۵ افتتاح شد. این موزه شناساندن خدمات موسیقایی سه تن از اعضای خانواده اشتراوس به نام یوهان اشتراوس پدر، یوهان اشتراوس پسر، ژوزف و ادوارد اشتراوس، یوهان اشتراوس سوم می‌پردازد. بیشتر در این موزه بلیط‌ها و پوسترها و عکس‌های مربوط به این خانواده به نمایش گذاشته می‌شود.